# Neomochtherus gnavus
Neomochtherus gnavus là một loài ruồi trong họ Asilidae. Neomochtherus gnavus được Wulp miêu tả năm 1872.